# Versonnex (Alta Saboya)
 Versonnex  es una población y comuna francesa, en la región de Ródano-Alpes, departamento de Alta Saboya, en el distrito de Annecy y cantón de Saint-Gervais-les-Bains.

## Demografía
| 148 | 140 | 146 | 236 | 227 | 313 |
| Para los censos de 1962 a 1999 la población legal corresponde a la población sin duplicidades (Fuente: INSEE [Consultar]) |     |     |     |     |     |